# Андро Мурат
Дум Андро Мурат (Дубрава, заселак код Луке Шипанске, оток Шипан, 1862 — 1952) је био српски католички жупник, сакупљач српских народних пјесама свог родног краја и пјесник.

## Живот
Српски сликар Марко Мурат му је био млађи брат. Завршио је католичку богословију у Задру. Био је жупник у Орашцу. Сакупљао је народне пјесме и аутор је опсежне пјесмарице Народне пјесме из Луке на Шипану (1885). Пјесме је записао у Луци Шипанској, углавном од своје мајке Кате Мурат. Пјесмарица у рукопису је чувана у ЈАЗУ, а Матица хрватска је поједине пјесме штампала у зборнику Хрватске народне пјесме I-X, при чему су им у већини случајева промијењени наслови. Коначно, Муратову пјесмарицу Матица хрватска је 1996. објавила као прву књигу у едицији Хрватске народне пјесме – рукописна баштина. Ту су и пјесме: Марко Краљевић избавља своју сестру, Краљевић Марко избавио свога побру од Сибиња Јанка, Смрт Стојана Јанковића и освета Иве Сењанина, Женидба Максима Црнојевића, Женидба Змај Огњеног Вука, Женидба Краљевића Марка, Вишњичица род родила... Иако се у пјесмама спомињу српске историјске личности, а не хрватске, књига се налази у едицији Хрватске народне пјесме.
У календару Дубровник за 1897. објављена је његова пјесму Бадњак у којој, поред осталога, пише:
         Бадњак 

...А каквијех изван Срба нема...

Које само ми Срби имамо,

Које само ми Срби пјевамо,

К'о друговдје тамо и овамо.

И у нашем Дубровнику амо...

Српск'јем пјесмам', 

Српск'јем јунацима, 

Српск'јем дикам', 

Српск'јем уресима. 

Што сјећа врлина, 

Правог Србина...

Да таке врлине Србина обране...

Срб ће Славјан хреком, коме сличи... 

Залуду им свађа и завађа: 

Срб - Царује и с царим' се срађа!...
Дум Андро Мурат је при посјети Боки которској и српском православном манастиру Савина 1901. у спомен књизи записао ове стихове:
Српска Боко, чист српски Босфоре,

Српске душе свети разговоре. 

Што ти лаже протусрпска срда, 

Кад је вјера ко Ловћен ти тврда.